# غملول ساحر
الغملول الساحر (باللاتينية: Acantholimon venustum) نوع نباتي يتبع جنس الغملول من الفصيلة الرصاصية.

## الموئل والانتشار
موطنه تركيا.